# Gertnerov zaljev
Gertnerov zaljev (rus. Бухта Гертнера) je zaljev u Taujskom zaljevu u Ohotskom moru. Administrativno pripada ruskoj Magadanskoj oblasti. Ime je zaljev dobio 1912. godine u čast člana hidrografske ekspedicije u regiji: Konstantina Nikolajeviča Gertnera. Uz Nagajevljev zaljev, to je jedan od dva zaljeva koji graniče s Magadanom.

## Geografija
Zaljev se nalazi istočno od Magadana, a na sjeveru je omeđen liticama koje se ulijevaju u more, a na jugu rtom Krasni, dijelom poluotoka Staritski, i otokom Kekurnji koji nije ništa više od stjenovitog otočića. Na istoku je ušće rijeke Magadanke, a na sjeveroistoku je Duktča. 
Na istoku graniči s poluotokom Staritski, na jugu s otokom Kekurnji. Na zapadnoj obali zaljeva nalazi se grad Magadan s okrugom Novaja Veselaja. 
Obala u blizini Magadana sastoji se od uskih pješčanih i šljunčanih plaža.
Svake zime uvala se zaledi i može se hodati po ledu.

### Divlje životinje
Životinjski svijet zaljeva uglavnom se sastoji od riba, uključujući bakalar, i rakova. Mnogi galebovi gnijezde se na liticama obale i na otočiću koji s juga omeđuje zaljev.

## Vanjske poveznice
|  | Zajednički poslužitelj ima još gradiva o temi Gertnerov zaljev |

- Zaljev Gertner na kolyma.ru.